# Gabriel Spahn
Pour les articles homonymes, voir Spahn.
Léon Spahn, dit Gabriel Spahn, né le 25 décembre 1930 à Walscheid (Moselle) et mort le 11 février 2017 à Niderviller (Moselle), est un militant des milieux associatifs sportifs internationaux.

## Biographie
Gabriel Léon Paul Spahn nait à Walscheid le 25 décembre 1930,. 
Le 22 mars 1946[réf. nécessaire], il prend sa première licence à la Fédération gymnastique et sportive des patronages de France (FGSPF) par le biais du patronage La Montagnarde de Walscheid, où il pratique l'athlétisme.
En 1947, il entre au cours complémentaire et suit des cours par correspondance qui lui permettent d'obtenir une capacité en droit en 1959,. En 1951, il effectue son service militaire au 6e régiment du Train à Moulins-lès-Metz. Dès 1952, en qualité d'interprète et traducteur bilingue, il effectue des traductions en français et en allemand pour le compte de la commission de la FICEP,,,.
Il se marie avec Marthe Kribs. De cette union naissent trois garçons,. Après la mort de son épouse survenue le 13 mai 2012, il quitte progressivement ses différentes fonctions et meurt le 11 février 2017,,.

## Engagements civiques
Élu conseiller municipal de Walscheid en 1959 à l'âge de 29 ans, il en devient maire en 1989 et conserve cette fonction pendant une douzaine d'années avant d'être nommé maire honoraire en 2003.

## Parcours professionnel
Fonctionnaire du ministère de l'équipement en qualité d'agent technique de bureau, il est affecté au service des bases aériennes de l'Organisation du traité de l'Atlantique nord (OTAN) de 1953 à 1968.
Il est pendant plus de 50 ans correspondant[réf. nécessaire] du Républicain lorrain,.

## Engagements associatifs
En  2009, il est vice-président du district mosellan de football[source insuffisante].

### L'Union Jeanne la Lorraine
Secrétaire de l'Union Jeanne-la-Lorraine (UJLL) — comité départemental FSCF de Moselle — de 1948 à 1960, puis président, Gabriel Spahn passe la main en 2012 après cinquante-deux ans de présidence, « fier d’avoir fait fructifier, avec son comité, l’héritage de ses prédécesseurs ». Il est nommé président honoraire et Philippe Jullien, président de la ligue de Lorraine FSCF, lui remet la médaille d’or du comité régional olympique de Lorraine.

### La FSCF
Dès 1958, il rejoint les instances nationales de la FSCF en devenant membre de la commission de football puis vice-président en 1971. En 1961, il est membre de la commission fédérale de tir et de préparation militaire
Il est membre du comité-directeur de 1971 à 2004 puis secrétaire général d'honneur.

### La FICEP
En 1954, Gabriel Spahn entre à la FICEP comme traducteur, sous l'impulsion de Robert Pringarbe avant de présider la commission des jeunes,.
Il succède alors à Willy Schanne en qualité de traducteur officiel de la FICEP de 1972 à 2005, initialement au sein de la commission des jeunes et, par la suite, auprès du comité et du bureau, cumulant souvent les trois fonctions à tour de rôle. Il est chef de la délégation française au camp des jeunes de la FICEP pendant plus de 20 ans et anime de 1978 à 1998 à Strasbourg, sous l'égide de l'Office franco-allemand pour la jeunesse (OFAJ), des stages de regroupement des instances FSCF (associations et unions départementales) qui organisent des échanges sportifs avec l'Allemagne. Son épouse, Marthe, a aussi été interprète auprès de la commission sportive pendant 12 ans.
En 1994, il fait partie de la délégation officielle reçue au Vatican dans le cadre de la 57e assemblée générale de la FICEP et, à cette occasion, il fait signer le livre d'or par le pape Jean-Paul II.

## Distinctions
Gabriel Spahn est : 
- Chevalier de la Légion d'honneur en 1994[28],[H 5], officier en 2013[28],[29] dont la médaille lui est remise à Sarrebourg le 14 juillet 2013 par le général de corps d'armée Eugène Audren, président de la Société des membres de la légion d'honneur (SMLH)[30] ;
- Chevalier de l'ordre national du Mérite en 1970[31],[32] puis officier en 1980 ;
- Chevalier de l'ordre des Palmes académiques en 1980, commandeur en 2003[2] ;
- Médaille de la jeunesse, des sports et de l'engagement associatif, or en 1982[H 1] ;
- médaille d’or du comité régional olympique de Lorraine[12].

Son engagement international — en faveur de l'entente entre les peuples et pour les échanges franco-allemands — lui a valu de nombreuses récompenses étrangères  dont, principalement :
- l'ordre du Mérite de la République fédérale d'Allemagne en 1991[33] ;
- la médaille de chevalier de l’ordre du Mérite autrichien[2] ;
- l'ordre de la couronne du royaume de Belgique[2] ;
- la médaille de chevalier de l'ordre de Saint-Sylvestre (12 janvier 1983)[34],[2] ;
- la cravate de commandeur de l'ordre de Saint-Grégoire-le-Grand[2];
- l'insigne d'or de la Deutsche Jungend Kraft (DJK)[33].